# Josep Vidal i Bachs
Josep Vidal i Bachs   (Barcelona, 18 de desembre de 1933 - Barcelona, 8 de febrer de 2009) va ser un religiós i músic català.
Va néixer en una família de petits comerciants al barri de Sant Antoni de Barcelona. Als 14 anys va entrar al seminari menor dels Escolapis d'Alella, va fer el noviciat a Moià, va estudiar magisteri i filosofia a Navarra i teologia a França.
En començar la seva tasca educativa amb infants, es va especialitzar en el camp de la música i a tal efecte, va estudiar cant coral a París i a Tolosa. Tant es va afeccionar al cant coral que, a cada lloc on era destinat va crear un grup de cant i de música. L'any 1966 va ser destinat a Sabadell i ja no se'n va moure mai més. I és aquí on va fundar l'Escolania de Sant Agustí i la Cobla Jovenívola.
L'Escolania de Sant Agustí de Sabadell va néixer l'any 1967 amb el suport del rector de l'Escola Pia de Sabadell, el pare Josep M. Balcells. La seva funció principal era cantar a la litúrgia de l'Església de Sant Agustí dels pares escolapis, però l'experiència del pare Vidal va fer que ben aviat l'Escolania destaqués dins el panorama musical de la Ciutat. L'Escolania, a més de la seva dimensió musical, tenia una vessant lúdica, de centre d'esplai, i una vessant religiosa, amb una part del temps dedicada al culte a l'església.
A més de la de Sabadell, el pare Vidal va anar creant escolanies a altres ciutats i viles de Catalunya. També va ser ell qui, al seu retorn de França, va introduir a Catalunya i a l'Estat el moviment coral dels Pueri Cantores, creat a París per l'arquebisbe de la ciutat, monsenyor Ferdinand Miallet, a finals de la Segona Guerra Mundial.
La tasca musical del pare Vidal a la ciutat va ser incessant: a principis dels 70, quan els primers escolans van canviar la veu, va impulsar el naixement d'un grup de folk, Els Missatgers. A més, per a altres que volien combinar el cant amb un instrument, amb l'ajut de Sabadell Sardanista, neix la Cobla Jovenívola, que es va presentar oficialment al teatre La Faràndula el dia de Sant Jordi de 1976.
A més, aprofitant la qualitat vocal dels cantaires de la seva escolania i de les noies Pueri Cantores de la Coral Garbí, va crear la Coral Haendel amb la direcció coral de Salvador Uyà i Prat. Fins a l'any 2000 l'Escolania de Sant Agustí només admetia veus de noi. Però al febrer del 2000 va néixer la Coral de noies de Sant Agustí sota la direcció d'Eulàlia Llargués, que després de tres anys de fer el recorregut en solitari es van fusionar amb la Coral de nois. De la unió d'ambdues formacions en surt l'actual Cor jove de Sant Agustí.
El 8 de febrer de 2009 moria a Barcelona un dels personatges més importants per la ciutat i un referent pel cant coral, tant de la ciutat com d'arreu.
Durant aquest any s'han produït diversos actes d'homenatge al Pare Vidal. Entre ells, el que es va celebrar a l'Església de Sant Agustí el 23 de maig. El concert-homenatge va comptar amb gent que havia passat per l'escolania des del 1968, l'any que es va presentar en públic, a més d'altres formacions corals impulsades pel religiós, dues corals foranes, de La Garriga i Granollers, així com antics membres de la Cobla Jovenívola, i excantaires de la Coral Garbí de les Escolàpies de Sabadell. Al final de l'homenatge els excantaires van demanar la medalla de la ciutat per a Josep Vidal i Bachs, una petició que va ser ben rebuda pels membres de l'Ajuntament presents al concert i representants d'altres institucions que van donar suport al concert. Aquesta petició va ser també rebuda per altres entitats de la ciutat que també s'hi han adherit. I durant el mes de desembre de 2009, el ple municipal va aprovar per unanimitat l'inici de la instrucció de l'expedient per concedir aquest guardó. D'aquesta manera, l'Ajuntament es fa ressò de la petició de nombrosos excantaires de l'escolania i de diferents associacions i entitats sabadellenques, en el marc també del 40è aniversari de l'Escolania-Coral de Sant Agustí. La proposta compta de moment amb 16 adhesions entre persones particulars i entitats, entre les quals destaquen l'abat de Montserrat, el Centro Aragonés de Sabadell, el Centro Regional de Murcia, l'Escola Pia de Sabadell, l'Escolania-Coral Sant Agustí “Pueri Cantores de Sabadell”, la Federatio Internationalis Pueri Cantores, Joventuts Musicals de Sabadell, Lieder Càmera, la parròquia de la Puríssima, la parròquia de la Santíssima Trinitat, Sabadell Més Música i Societat Coral Estrella Daurada.